# 小行星7494
小行星7494（英語：7494 Xiwanggongcheng）是一颗围绕太阳公转的小行星。1995年10月28日，北京天文台施密特CCD小行星计划在兴隆县发现了此天体。
这颗小行星的绝对星等为260.1561655899293等。